# Berdashen
Pour l’article homonyme, voir Berdashen (Martouni).
Berdashen (en arménien Բերդաշեն) est une communauté rurale du marz de Shirak en Arménie. Comprenant également la localité de Paghkn, elle compte 219 habitants en 2018.

## Population
Évolution de la population
| Année | 1886 | 1897 | 1926 | 1939 | 1964 | 1970 | 1979 | 1989 | 2001 | 2004 | 2010 | 2012 | 2018 |
| Pop.  | 363  | 509  | 269  | 414  | 558  | 772  | 871  | 180  | 218  | 252  | 269  | 275  | 219  |